# Ernst Kalwitzki
Ernst Kalwitzki (Gelsenkirchen,  3 oktober 1909 – Bremen, 3 februari 1991) was een Duitse voetballer. 

## Biografie
Kalwitzki begon zijn carrière bij Union Gelsenkirchen en maakte in 1933 de overstap naar het grote Schalke 04, dat destijds zijn hoogdagen beleefde. In 1934 en 1935 veroverde hij al de landstitel met de club tegen respectievelijk 1. FC Nürnberg en VfB Stuttgart. Tegen Stuttgart maakte hij de 5-2 in de 6-4 overwinning. Na een derde plaats in 1936 speelde de club in 1937 opnieuw de finale tegen Nürnberg. Na een goal van Ernst Poertgen in de eerste helft maakte hij de 2-0 in de 81ste minuut. In 1938 verloor Schalke de titel tegen Hannover 96, Kalwitzki scoorde in de eerste wedstrijd die na verlengingen onbeslist bleef. In 1939 verzorgde hij tegen SK Admira Wien een onemanshow. Met maar liefst 5 goals, stuurt hij de Oostenrijkers met lege handen naar huis. Ook in 1940 was hij cruciaal in de landstitel nadat hij het enige doelpunt scoorde in de finale tegen Dresdner SC. In 1941 verloor Schalke de finale van SK Rapid Wien, maar hij speelde niet in deze wedstrijd. Wel was hij er in 1942 opnieuw bij tegen First Vienna FC 1894, waar hij in de 14de minuut de eerste treffer maakte. In totaal scoorde hij 54 keer in 66 eindrondewedstrijden en moet in deze rangschikking enkel ploeggenoot Fritz Szepan voor laten gaan. In 36 bekerwedstrijden scoorde hij 28 keer en in de Gauliga Westfalen scoorde hij 113 keer in 143 wedstrijden. In totaal won hij zes landstitels en de Tschammerpokal van 1937. Ondanks deze uitstekende referenties werd hij nooit opgeroepen voor het nationale elftal, waar op zijn positie Ernst Lehner de voorkeur genoot.
In 1942 ging hij het leger in. Na een opleiding in Bonn werd hij naar het Oostfront gestuurd. Nadat hij gewond werd kwam hij terug naar Duitsland ter genezing en bracht de rest van de tijd tot het einde van de oorlog door in Amerikaanse gevangenschap. Na de oorlog speelde hij nog voor enkele kleinere clubs. Hij werd kort trainer bij SG Wattenscheid 09. Op 65-jarige leeftijd verhuisde hij met zijn vrouw naar Bremen om dichter bij hun dochter Elsbeth te wonen, die met voetballer Helmut Jagielski getrouwd was.  